# Cindy Roleder
Cindy Roleder (Chemnitz, 21 agosto 1989) è un'ostacolista tedesca, campionessa europea dei 100 metri ostacoli ad Amsterdam 2016.

## Palmarès
| Anno | Manifestazione    | Sede           | Evento   | Risultato  | Prestazione | Note                                     |
| ---- | ----------------- | -------------- | -------- | ---------- | ----------- | ---------------------------------------- |
| 2007 | Europei juniores  | Hengelo        | 100 m hs | 4ª         | 13"65       |                                          |
| 2008 | Mondiali juniores | Bydgoszcz      | 100 m hs | Semifinale | 14"10       |                                          |
| 2009 | Europei under 23  | Kaunas         | 100 m hs | Semifinale | 13"50       |                                          |
| 2010 | Europei           | Barcellona     | 100 m hs | Semifinale | dq          |                                          |
| 2011 | Europei indoor    | Parigi         | 60 m hs  | Semifinale | 8"06        |                                          |
| 2011 | Europei under 23  | Ostrava        | 100 m hs | Bronzo     | 13"10       |                                          |
| 2011 | Mondiali          | Taegu          | 100 m hs | Semifinale | 12"91       | Miglior prestazione personale            |
| 2012 | Mondiali indoor   | Istanbul       | 60 m hs  | Batteria   | 8"35        |                                          |
| 2012 | Europei           | Helsinki       | 100 m hs | 6ª         | 13"11       |                                          |
| 2012 | Giochi olimpici   | Londra         | 100 m hs | Semifinale | 13"02       |                                          |
| 2014 | Mondiali indoor   | Sopot          | 60 m hs  | 6ª         | 8"01        |                                          |
| 2014 | Europei           | Zurigo         | 100 m hs | Bronzo     | 12"82       |                                          |
| 2015 | Europei indoor    | Praga          | 60 m hs  | 4ª         | 7"93        | Miglior prestazione personale            |
| 2015 | Mondiali          | Pechino        | 100 m hs | Argento    | 12"59       | Miglior prestazione personale            |
| 2016 | Europei           | Amsterdam      | 100 m hs | Oro        | 12"62       | Miglior prestazione personale stagionale |
| 2016 | Giochi olimpici   | Rio de Janeiro | 100 m hs | 5ª         | 12"74       |                                          |
| 2017 | Europei indoor    | Belgrado       | 60 m hs  | Oro        | 7"88        |                                          |
| 2018 | Mondiali indoor   | Birmingham     | 60 m hs  | 5ª         | 7"87        |                                          |
| 2018 | Europei           | Berlino        | 100 m hs | Bronzo     | 12"77       | Miglior prestazione personale stagionale |
| 2019 | Europei indoor    | Glasgow        | 60 m hs  | Argento    | 7"97        |                                          |
| 2019 | Mondiali          | Doha           | 100 m hs | Semifinale | 12"86       |                                          |

## Altre competizioni internazionali
2011
- Campionati europei a squadre di atletica leggera ( Stoccolma)